# Phosphat
Phosphat là một hợp chất vô cơ và là muối của axit phosphoric. Trong hóa hữu cơ, phosphat hay hợp chất cơ phospho là este của axit phosphoric. Phosphat hữu cơ có vai trò quan trọng trong ngành hóa sinh, hóa lý sinh, và sinh thái học. Phosphat vô cơ được khai thác để điều chế phospho phục vụ nông nghiệp và công nghiệp.